# Episodi di Linda e il brigadiere (terza stagione)
La terza stagione di Linda e il brigadiere, dal titolo Linda, il brigadiere e..., andò in onda in prima visione su Rai 1 nel 2000.
Dopo la morte della figlia Linda, nella vita del brigadiere Fogliani entra un'altra Linda, la sua nuova assistente all'agenzia investigativa che sogna di diventare commissario di Polizia; i due finiranno puntualmente per interferire con le indagini della Polizia e avvicineranno Linda al questore Torrigiani. A complicare il tutto arriverà anche la folcloristica madre di Torrigiani.
| Puntata | Titolo                       | Prima visione | Ascolti        | Ascolti | Ascolti |
| Puntata | Titolo                       | Prima visione | Telespettatori | Share   | Fonte   |
| ------- | ---------------------------- | ------------- | -------------- | ------- | ------- |
| 1       | Il destino del Brigadiere    | 10 marzo 2000 | 6.609.000      | 24,96%  | [ 2 ]   |
| 2       | Delitto al teatro dell'Opera | 17 marzo 2000 | 5.688.000      | 22,01%  | [ 3 ]   |
| 3       | Il ladro di polli            | 24 marzo 2000 | 6.787.000      | 25,65%  | [ 4 ]   |
| 4       | Una trappola per Linda       | 31 marzo 2000 | 6.201.000      | 23,09%  | [ 5 ]   |

## Il destino del Brigadiere
- Diretto da:
- Scritto da:

### Trama
Sono passati due anni dalla fine della seconda serie. Linda Fogliani è morta nell'adempimento del suo dovere di poliziotta e il padre, continuando a gestire l'Agenzia investigativa l'Occhio Discreto, si imbatte in una graziosa e atletica ragazza. Si chiama anche lei Linda e vuole diventare Commissario di Polizia. Il Brigadiere l'assume e se la prende in casa, affrontando insieme il caso di una domestica indiana che sospetta che il marito la tradisca. Il Brigadiere e Linda subito si imbattono nel delitto di una modella, delitto del quale viene accusato proprio il domestico indiano. Tra escort d'alto bordo, miliardari filantropi e avvizzite dame di carità, Linda e il Brigadiere daranno un contributo risolutivo al Vice Questore Torrigiani nel risolvere il caso. Al Commissariato intanto Giuliani e De Santis sono affiancati dal nuovo Ispettore Tucci che prende il posto di Sanna, anch'esso con moglie netturbina. 
- Altri interpreti: Ciro Scalera, Lucianna De Falco, Mariano Rigillo, Paola Minaccioni, Giorgio Colangeli

## Delitto al teatro dell'Opera
- Diretto da:
- Scritto da:

## Il ladro di polli
- Diretto da:
- Scritto da:

### Trama
Linda collabora alla piccola indagine del brigadiere, così si ritrova a fare la cameriera - come ''infiltrata'' - in un agriturismo dove si sospetta che operi un ladro di galli di razza. Linda incontra così Torrigiani, all'agriturismo per partecipare al pranzo di nozze di un vecchio amico, il giudice Rogora. E lì, alla fine del pranzo, il testimone di nozze - l'avvocato Bertini - viene ucciso. I sospetti cadono sul Principe Bandinelli, proprietario dell'azienda agricola, gelosissimo della moglie che sembra se la intendesse con la vittima. Ma il caso è più complicato del previsto. Linda rimane a fare la cameriera all'agriturismo per continuare a tenere d'occhio Angelo, nipote del Principe, che fa da alibi alla giovane e bella zia. Il ragazzo ha il vizietto delle carte, e improvvisamente si ritrova a disporre di un sacco di soldi coi quali paga i debiti di gioco. La resistenza iniziale di Torrigiani ad indagare sull'amico giudice sospettato di strane connivenze con la vittima - avvocato della criminalità - finisce nel momento in cui scopre una dolorosa verità: anche il giudice Rogora è un corrotto. Per Torrigiani è un colpo durissimo, l'idea del vecchio amico onesto e retto crolla. Ma reagisce, e decide di perseguirlo. Purtroppo anche il giudice viene ucciso, e Torrigiani si ritrova in un vicolo cieco. Ma riprende definitivamente in mano la situazione quando scopre che la verità su quegli omicidi è nascosta nel suo passato. Grazie a questa dolorosa, e coraggiosa ricerca a ritroso, Torrigiani, con la preziosa collaborazione del brigadiere e di Olga, riesce a risolvere il caso e a salvare Linda da morte sicura.
- Altri interpreti: Stefania Barca, Giancarlo Previati

## Una trappola per Linda
- Diretto da:
- Scritto da: